# Steuerbetragsfunktion

Steuerbetragsfunktion mit Lesebeispiel

Unter einer Steuerbetragsfunktion versteht man die eindeutige Zuordnung eines Steuerbetrags {\displaystyle S} zu einer Bemessungsgrundlage {\displaystyle B}. So legt beispielsweise die Steuerbetragsfunktion bei der Einkommensteuer fest, welcher Steuerbetrag (in Euro) von einem gegebenen zu versteuernden Einkommen (Bemessungsgrundlage) zu bezahlen ist. 
Meist wird dazu eine mathematische Funktion definiert
{\displaystyle S:B\mapsto S(B)}

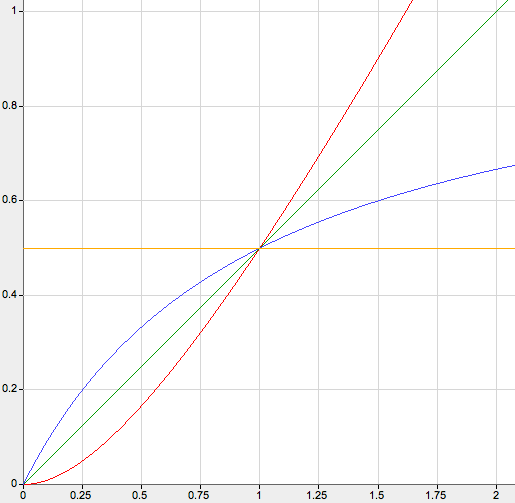
Steuerbetragsfunktionen (Prinzip):
grün = proportional
rot = progressiv (überproportional)
blau = degressiv (unterproportional)
gelb = pauschal (Steuerbetrag konstant)

Dabei gibt es mehrere Möglichkeiten, den Funktionsverlauf festzulegen, wobei im Steuerrecht der Begriff Steuertarif üblich ist:
- Proportionaler Tarif mit konstantem Steuersatz (Flat Tax)
- Progressiver Tarif mit steigendem Steuersatz (Bild rechts oben)
- Degressiver Tarif mit sinkendem Steuersatz
- Pauschaltarif mit konstantem Steuerbetrag (Kopfsteuer)

jeweils in Abhängigkeit von der Bemessungsgrundlage. Das Bild rechts unten zeigt die vier Verläufe, wobei auf der senkrechten Achse der Steuerbetrag und auf der waagrechten Achse die Bemessungsgrundlage aufgetragen ist.
Diese Funktion muss nicht an jeder Stelle stetig und differenzierbar sein. Steuertarife müssen nicht für jeden Abschnitt der Steuerbemessungsgrundlage die gleiche Eigenschaft in gleichem Ausmaß aufweisen. So kann beispielsweise die Einkommensteuer erst ab einem bestimmten Mindesteinkommen einsetzen (Grundfreibetrag) oder ab einem bestimmten Einkommen stärker ansteigen. In der Finanzwissenschaft unterscheidet man die folgenden Steuerbetragsfunktionen:
- Linear-progressiver Tarif
- Stufengrenzsatztarif,
- Stufenbetragstarif und
- Stufendurchschnittstarif.

Die Steuerbetragsfunktion kann mittels zweier Größen analysiert werden: dem Durchschnittsteuersatz {\displaystyle {\bar {s}}} und dem Grenzsteuersatz {\displaystyle s_{g}}, wobei gilt
{\displaystyle {\bar {s}}={\frac {S(B)}{B}}}
{\displaystyle s_{g}=S'={\frac {{\mbox{d}}S(B)}{{\mbox{d}}B}}}
Der Durchschnittsteuersatz gibt an, wie hoch der Anteil des Steuerbetrages im Verhältnis zur gesamten Bemessungsgrundlage ist, während der Grenzsteuersatz anzeigt, wie viel Steuer (in Prozent) auf eine zusätzliche Einheit der zugrunde gelegten Bemessungsgrundlage zu entrichten ist (beispielsweise: „wie viel Lohnsteuer muss ich zusätzlich zahlen, wenn ich einen Euro mehr verdiene?“).